# Julià (jurista)
Julià (Julianus, Ἰουλιανός) fou un jurista grecoromà esmentat com a professor (antecessor) a Constantinoble en temps de Justinià I i una mica després (meitat del segle vi).
És citat com l'autor d'un epìtom en llatí de les esmenes jurídiques de Justinià. Tot i que la llengua administrative de l'imperi era el grec, la versió llatina sembla escrita per als estudiants occidentals que estudiaven dret a Constantinoble o Berytus o per servir a Itàlia que havia estat conquerida per l'Imperi Romà d'Orient el 554. Una sèrie de novellae, coneguda com a Epitome Novellarum o Justiniani Novellae interpret Juliano les Novellae va ser copiada i després impresa sovint a l'edat mitjana com a font important del dret romà. Les primeres còpies manuscrites daten dels segles vii i viii.
Se l'anomenà «la llum de la llei» i fins i tot tenia una estàtua dedicada, però tot i així no consta la seva participació en cap dels treballs jurídics del seu temps. Se li atribueixen alguns epigrames entre ells el que comença  Ἰουλιανοῦ Ἀντικήνσορος on se l'anomena patrici i ex cònsol.